# Bälinge mossar
Bälinge mossar, samlande namn på de numera utdikade mossarna Stormossen samt Norra och Södra Myren i Bälinge socken, Uppsala kommun.
Mossarna dränerades 1905 för att utvinna ny odlingsbar mark. I samband med uppodlingen framkom en del intressanta arkeologiska fynd.
Först kan nämnas den åderkrok som återfanns vid Svarvarbo, den daterades till en början till Vikingatid.
I anslutning till mossarna påträffades även åtta gropkeramiska boplatser, som alla legat i det skärgårdslandskap som området då utgjorde. 
Boplaterna är: Anneberg (numera omkategoriserad till en Trattbägarboplats, ligger lite avsides från de övriga.); Vadsbron I, Vadsbron II, Broddbo, Persbo, Skinnarbacken och Sotmyra.
Fynden utgjordes av härdar och skörbränd sten, på några ställen kunde hyddlämingar iakttas.
Ett stort benmaterial efter människa, nöt, tamfår, älg, svin, brunbjörn, hund, vikaresäl, bäver, storskrake, knipa, gräsand, sångsvan, gädda och abborre.
Vid Vadsbron II påträffades närmare 54.000 krukskärvor efter gropkeramiska kärl.
Vid Tibble i Björklinge socken har även påträffats tre boplatser, den äldsta av dessa är gropkeramiska, men de båda andra är yngre.